# 감축대상 농업보조
감축대상 농업보조(Amber Box)는 WTO 농업협정상의 국내보조중 한 분류로 무역 및 생산왜곡 효과가 있기 때문에 이행기간내에 일정 목표수준으로 감축하도록 되어 있는 보조금을 말한다.(선진국은 6년간 20%, 개도국은 10년간 13.3% 감축)